# Mario García Covalles
Mario García Covalles (* 1. Juni 1967 in Chihuahua, Chihuahua) ist ein ehemaliger mexikanischer Fußballspieler, der vorwiegend im defensiven Mittelfeld agierte und nach seiner aktiven Laufbahn eine Tätigkeit als Fußballtrainer einschlug.

## Laufbahn
Als Spieler stand García lange beim Club Atlante unter Vertrag, mit dem er in der Saison 1992/93 die mexikanische Fußballmeisterschaft gewann.
Auch seine Trainerlaufbahn begann beim Club Atlante, bei dem er von 2004 bis 2008 als Assistenztrainer arbeitete und in dieser Eigenschaft in der Apertura 2007 noch einmal in den Genuss eines Meistertitels mit den Potros kam.
Im Sommer 2008 wechselte er zum Club León, bei dem er sein Debüt als Cheftrainer feierte. Anschließend betreute er die in der zweiten Liga spielenden Atlante-Farmteams Potros Chetumal und Atlante UTN, bevor er noch einmal als Assistenztrainer zum Hauptverein Atlante zurückkehrte. Später trainierte er unter anderem in zwei Etappen die Estudiantes de Altamira und aktuell (2015/16) die Drittligamannschaft des Tampico-Madero FC.

## Erfolge
- Mexikanischer Meister: 1992/93 (als Spieler), Apertura 2007 (als Assistenztrainer)